# Карта на Великия китайски канал от Пекин до Яндзъ
„Карта на Великия китайски канал от Пекин до Яндзъ“ (на китайски: 清 佚名 大運河地圖 (從北京至長江) 卷) е картина от неизвестен китайски автор.
Датира се от края на XVIII – началото на XIX в., по време на управлението на династия Цин. Използвано е мастило и боя върху коприна. Картината е част от колекцията на Музей на изкуството „Метрополитън“ в Ню Йорк.
Тази карта, нарисувана в традиционен стил на китайската живопис, показва цялата дължина на Великия китайски канал от околностите на Пекин на юг до река Яндзъ. Ширината на картината е 932,2 cm. В художествено отношение е смесица между географска карта и по-изобразителния подход към картографирането, който обикновено се използва до XX в. в Китай. Докато повечето елементи се изобразяват схематично, образите на Забранения град, река Яндзъ и някои планини и топографски особености се представят с картинни условни знаци. Всички реки, канали, язовири, шлюзове, диги и водосборни басейни, както и градовете, разположени близо до канала, са изобразени и означени. Началото е при сливането на реките Хуанхъ и Хуайхъ с Великия китайски канал. Въз основа на документирани промени в местоположението на сливането на Хуанхъ с Хуайхъ, както и в други области, съдържанието на картата може да бъде датирано от периода 1737 – 1761 г.

## Галерия
- „Карта на Великия китайски канал от Пекин до Яндзъ“